# Cynddelw Brydydd Mawr
Cynddelw Brydydd Mawr (1155 circa – 1200) fu uno dei più importanti poeti gallesi a cavallo tra XII e XIII secolo.
Fu attivo presso la corte di Madog ap Maredudd, Owain Gwynedd e Dafydd ab Owain Gwynedd,. Iniziò la sua carriera alla corte di Madog ap Maredudd del Powys, scrivendo un'elegia dopo la sua morte. Compose poi poemi per altri sovrani di questo regno e anche per quelli del Gwynedd e del Deheubarth, in particolare poesie per Owain Gwynedd e suo figlio Hywel e poi per Rhys ap Gruffudd del Deheubarth e per il giovane Llywelyn. Scrisse poemi e un'elegia per lord Rhirid Flaidd di Penllyn e un elogio funebre per il figlio di Cynddelw, Dygynnelw, ucciso in battaglia.